# アニメ星人 代アニのアニメ
『アニメ星人 代アニのアニメ』（アニメせいじん よあにのアニメ）は、2014年1月4日から3月8日までチバテレビで放送していた深夜番組。15分枠放送。株式会社ネクスト製作。
YouTubeでも配信されている。

## 概要
『アニメ星人』、『アニメ星人 ときめきレシピ』に続くアニメ星人シリーズの3作目にあたる。
本番組は代々木アニメーション学院（代アニ）の卒業制作アニメを、代アニと白鵬女子高等学校の生徒が新たにアフレコを実施した状態でOAするというもの。
作品は既に公式サイトに公開されており、それぞれ2週ずつ放送される。
第1回目の放送は、番組概要や白鵬高での声優オーディションの様子が放送された。

## 出演者
- MC
  - 平沢麗奈・北村静香

## 放送局・放送時間
| 放送地域 | 放送局     | 放送期間              | 放送日時           | 放送系列           |
| -------- | ---------- | --------------------- | ------------------ | ------------------ |
| 千葉県   | チバテレビ | 2014年1月4日 - 3月8日 | 土曜 25:30 - 25:45 | 独立局             |
| 日本全域 | YouTube    | 2014年1月8日 -        | 水曜 19:00 -       | インターネット配信 |